# فهد بن علي الدوسري
فهد بن علي الدوسري هو سفير خادم الحرمين الشريفين لدى السنغال منذ 10 فبراير 2019 وحتى يناير 2021. سبق وأن كان سفيرًا للسعودية لدى جمهورية غينيا، وسيراليون، وأذربيجان.

## الحياة الشخصية
وُلد الدوسري في مدينة الخرج في 6 يوليو 1961، وله من خمسة أبناء.

## التعليم
حصل الدوسري على دبلوم عالي من معهد الدراسات الدبلوماسية سنة 1408 هـ.

## الحياة العملية
في مسيرته الدبلوماسيّة تولى عدّة مناصب منها:
- رئيسًا للقسم القنصلي في بانكوك.
- رئيسًا للقسم القنصلي في المنامة.
- رئيسًا لبعثة المملكة العربية السعودية في جمهورية النيجر (قائم بأعمال).
- مديرًا عامًا لإدارة العلاقات الاقتصادية الدولية.
- سفيرًا لخادم الحرمين الشريفين في كل من جمهورية غينيا وسيراليون.
- سفيرًا لخادم الحرمين الشريفين لدى أذربيجان.
- مديرًا عامًا للإدارة العامة للشؤون الأمنية.
- مديرًا عامًا للإدارة العامة للخدمات العامة.
- سفيرًا لخادم الحرمين الشريفين لدى السنغال (منذ 10 فبراير 2019 وحتى يناير 2021).[2][4]

## الجوائز والتكريمات
منحه الرئيس السنغالي، ماكي سال، وساماً بدرجة «فارس» بمناسبة انتهاء فترة تعيينه في يناير 2021.